# Philharmonisches Orchester der Stadt Heidelberg
Das Philharmonische Orchester der Stadt Heidelberg ist prägender Klangkörper des Musiklebens im Raum Heidelberg. Es ist als Opern- und Konzertorchester tätig. Seit 2005 werden das Theater der Stadt Heidelberg und das Philharmonische Orchester als Einheit geführt.
Das Philharmonische Orchester Heidelberg gehört zur Orchester-Vergütungsklasse TVK B. Es hat 62 Planstellen. Die Spielstätten sind im Bereich Konzert die Stadthalle (Heidelberg) und im Bereich Oper das Heidelberger Stadttheater. Jährlich veranstaltet das Orchester außerdem vier Konzerte gemeinsam mit dem Bachchor Heidelberg, die in der Heidelberger Peterskirche stattfinden. Darüber hinaus liegt ein Schwerpunkt auf umfassender pädagogischer Arbeit.

## Geschichte
Das Philharmonische Orchester wurde am 8. April 1889 als „Städtisches Orchester“ gegründet. Dieser Zeitpunkt markiert jedoch lediglich die Eingliederung des Orchesters in die Städtische Verwaltung. Doch auch vorher war die Musikkultur in Heidelberg lebendig. Am Anfang stand ein „Musikverein“, der seit 1812 nachweisbar ist und der im Wesentlichen aus Laienmusikern bestand. Als „Heidelberger Stadtorchester“ erhielt das Orchester ab 1839 städtische Subventionen. Die Arbeit des Städtischen Orchester bestand in den ersten Jahren vor allem aus Unterhaltungsmusik. Dies änderte sich durch das Engagement des ersten bedeutenden Dirigenten, Philipp Wolfrum, der als Gründer und Dirigent des Heidelberger Bachchores schon über viele Jahre mit dem Orchester musiziert hatte. Parallel zu Wolfrum als damaligen Universitätsmusikdirektor wirkte Paul Radig als Städtischer Musikdirektor.
In der Ära Wolfrum war Heidelberg eine Hochburg der zeitgenössischen Musik und das Städtische Orchester eine einflussreiche Institution der Musikgeschichte: bereits 1893 wurden Richard-Strauss-Tage veranstaltet; 1901 erlebte Jean Sibelius beim Heidelberger Tonkünstlerfest des Allgemeinen Deutschen Musikvereins seinen ersten internationalen Erfolg, als er im Festkonzert zwei Legenden aus der Lemminkäinen-Suite: „Der Schwan von Tuonela“ und „Lemminkäinen zieht heimwärts“ dirigierte; 1913 gab es ein ganz auf Johann Sebastian Bach und Max Reger konzentriertes Heidelberger Musikfest. Einen neuen Einschnitt im Konzertleben brachte der Städtische Musikdirektor Kurt Overhoff, der 1931 die Leitung der Symphoniekonzerte in die Hand nahm und das Orchester in den kommenden Jahren einem neuen Aufgabenkreis zuführte. Overhoff musste seine Tätigkeit aber bereits 1940 wegen Krankheit aufgeben. Während des Zweiten Weltkriegs wurde das Heidelberger Musikleben vor allem durch namhafte Gastdirigenten aufrechterhalten.
Schon im August 1945 war es Hermann Meinhard Poppen möglich, mit dem aus zum Teil einheimischen Kräften verstärkten Städtischen Orchester und dem Bachverein im Schlosshof die Konzertreihe der Stadt und des Bachvereins wieder einzuführen. Die Berufung von Musikdirektor Fritz Henn brachte dann die volle Wiedereinführung des Konzert- und Opernbetriebs und erhöhte auch die Anzahl an Planstellen erheblich.
Ab 1947 wurde mit GMD Ewald Lindemann an die alte Heidelberger Tradition angeknüpft, auch der zeitgenössischen Musik im besten Sinne Bahnbrecher zu sein: Es wurden die intimem Rahmen durchgeführte Veranstaltungsreihe „MUSICA VIVA“ geschaffen. In den Folgejahren hatte das Philharmonische Orchester stark mit der Finanzarmut der Nachkriegszeit zu kämpfen und musste eine Verkürzung von den 58 Planstellen der Jahre 1946–48 auf 53 hinnehmen; kurze Zeit darauf waren nur noch 45 Planstellen besetzt, sodass man also insgesamt 13 Stellen gestrichen hatte. Auch die Gehaltszahlungen wurden stark dezimiert. Abwanderungen schwer ersetzbarer Musiker in sichere Stellen finanziell besser gestellter Orchester waren die Folgen, und es war unter den gegebenen Bedingungen oft sehr schwer, die entstandenen Vakanzen mit qualifizierten Musikern neu zu besetzen.
Ein Aufschwung setzte mit der Einstellung Karl Ruchts 1954 als Leiter des Städtischen Orchesters ein. Rucht, ehemaliger Solotrompeter der Berliner Philharmoniker, war bereits Generalmusikdirektor des Pfalzorchesters Ludwigshafen und übernahm nun als zweites Orchester in leitender Position das Städtische Orchester Heidelberg. Er nutzte seine Doppelstellung, um eine enge Kooperation der beiden Orchester zu ermöglichen, und auf solche Weise groß besetzte Werke aufführen zu können. Bis zum Jahr 1960 dauerte die Zusammenarbeit zwischen dem Pfalzorchester Ludwigshafen und dem Städtischen Orchester Heidelberg.
Da man in Ruhe den Nachfolger für Karl Rucht suchen wollte, wurde Hans Blümer, 1. Kapellmeister der Städtischen Bühne, mit der interimistischen Leitung des Orchesters für ein Jahr betraut. Er hat sich 1960–61 und auch noch einmal 1972–73 mit großem Engagement und Verantwortungsbewusstsein dieser Aufgabe gestellt. Bedingt durch die Vielseitigkeit Blümers – nicht nur auf musikalischem Gebiet – wirkten beide Interimsjahre nie wie Provisorien.
In den folgenden Jahren übernahmen Kurt Brass, Christian Süss und Gerhard Schäfer die Leitung des Städtischen Orchesters und sorgten für eine kontinuierliche Ausweitung des Repertoires. Unter Christian Süss wurden erste pädagogische Angebote aufgebaut: „Konzerte für Kinder und Erwachsene“ und der Öffentlichkeit zugängliche Konzertproben, die oft auch von Schulklassen besucht wurden.
1986 übernahm Mario Venzago, gebürtiger Schweizer, die Leitung des Orchesters. Sein Wirken als Dirigent, Pianist und Liedbegleiter und als Komponist zeigt eine sehr lebendige Vielfalt, schwer einer bestimmten Richtung zuzuordnen. Mitgeprägt von seinem Mentor Hans Swarowsky ist er engagierter Verfechter der Musik Wolfgang Amadeus Mozarts, aber auch Robert Schumanns und Arnold Schönbergs. Venzagos weit gefächerte Programme der Symphonie- und Serenadenkonzerte fanden beim Publikum stets großes Interesse und viel Beifall. Eine große Sorge Venzagos galt der ständigen dienstlichen Überlastung vornehmlich der Streichergruppen. Es gelang ihm zur Abhilfe dieses Missstandes die Aufstockung des Orchesters um 8 Stellen durchzusetzen.
1989–1993 übernahm Anton Marik das Amt des Generalmusikdirektors, und führte die Konzert- und Operntradition gewissenhaft fort. Mit der 11-jährigen Amtszeit des folgenden Generalmusikdirektors Thomas Kalb wurde ein bedeutendes Musikfestival geboren: der „Heidelberger Frühling“, heute international renommiert, begann auf Kalbs Initiative 1997 mit dem „Brahmsfest“. Anfangs in kleinem Rahmen wurde das Festival von Orchester organisiert und größtenteils auch selbst gestaltet, Symphoniekonzerte und Kammermusikformationen aus dem Orchester bestimmten das Programm. Nachfolger Volker Christ konnte mit den „Philharmonic Wonders“ Konzerten, einer Zusammenarbeit zwischen Philharmonischem Orchester und der Freddy Wonder Combo, Erfolge feiern und ein breites Publikum erreichen. Von 2005 bis 2012 leitete der mittlerweile international gefeierte Cornelius Meister das Philharmonische Orchester in der Position des Generalmusikdirektors der Stadt Heidelberg. Auf ihn folgte bis 2014 GMD Yordan Kamdzhalov. In den Spielzeiten 2014/15 und 2023/24 war Dietger Holm kommissarischer Generalmusikdirektor. Von 2015 bis 2023 hatte Elias Grandy das Amt des Generalmusikdirektors inne. Ab der Spielzeit 2024/25 ist Mino Marani Generalmusikdirektor der Philharmoniker und der Stadt Heidelberg. Heute ist das Philharmonische Orchester Heidelberg in Einheit mit dem Theater der Stadt Heidelberg unter Intendant Holger Schultze, fester Bestandteil des Heidelberger Musiklebens und bereichert die Kulturszene auf vielfältige Weise.

## Generalmusikdirektoren
Chronologie der Generalmusikdirektoren und ständigen Leiter des Philharmonischen Orchesters Heidelbergs:
- Friedrich Rosenkranz, 1887–1990
- Philipp Wolfrum, 1889–1919
- Konstantin Zschoppe, 1890–1899
- Paul Radig, 1899–1931
- Kurt Overhoff, 1931–1940
- Bernhard Conz, 1942–1947
- Fritz Henn, 1945–1947
- Ewald Lindemann, 1947–1953
- Karl Rucht, 1954–1960
- Hans Blümer, 1960–1961/1972–1973
- Kurt Brass, 1961–1972
- Christian Süss, 1973–1985
- Gerhard Schäfer, 1985–1986
- Mario Venzago, 1986–1989
- Anton Marik, 1989–1993
- Thomas Kalb, 1993–2004
- Volker Christ, 2004–2005
- Cornelius Meister, 2005–2012
- Yordan Kamdzhalov, 2012–2014
- Dietger Holm, 2014–2015
- Elias Grandy, 2015–2023
- Dietger Holm, 2023–2024
- Mino Marani, ab der Spielzeit 2024/25

## Projekte

### Das Neue Wunderhorn
Das Neue Wunderhorn war eine Kooperation der Sparten Theater, Orchester, Tanz und Kinder- und Jugendtheater; das Projekt wurde 2007 durchgeführt. Es lehnt sich an die literarische Vorlage der romantischen Dichter Achim von Arnim und Clemens Brentano an, die in Heidelberg und Umgebung deutsche Volkslieder für ihre erfolgreiche Anthologie „Des Knaben Wunderhorn“ sammelten und weiterdichteten. Die Vorbereitung dazu begann im Herbst 2006. Am Theater und Philharmonischen Orchester der Stadt Heidelberg wurde dazu aufgerufen, erneut Lieder, Gedichte, Geschichten, Sprüche aus der Stadt zusammenzustellen, dabei war die Teilnahme für jeden Interessierten offen. Die vielfältigen Beiträge wurden mit dem Philharmonischen Orchester und Laien-Sängern und -Tänzern jeden Alters auf die Bühne gebracht. An einem Wochenende im Juli war das Theater im Herzen der Stadt als „Wunderhorn“ zu erleben. Als „geheimnisvolle, kunstfertig zu bedienende Apparatur“ wurde die riesige Bandbreite an Kunst und Dichtung aus der Mitte der Bevölkerung im Theater präsentiert. Unter anderem wurde ein hundertköpfiges Hornensemble mit Laienspielern auf die Beine gestellt. Kompositionen folgender beauftragter Komponisten wurden im Großen Saal des Theaters unter Leitung von GMD Cornelius Meister uraufgeführt: Ernst Bechert, Jens Holzinger, Timo Jouko Herrmann, Erich S. Hermann, Evgeni Orkin und Martin Wistinghausen.
Das Projekt wurde 2007 mit dem „Junge Ohren Preis“ ausgezeichnet.

### Komponist für Heidelberg
Jährlich arbeitet das Philharmonische Orchester Heidelberg mit einem zeitgenössischen Komponisten eng zusammen und führt mehrere Werke von ihm auf, darunter auch Uraufführungen. In der Spielzeit 2010/11 war der Amerikaner Andrew Norman „Komponist für Heidelberg“, sein Nachfolger für die Spielzeit 2011/12 ist der vielfach ausgezeichnete Schweizer Komponist David Philip Hefti. In der Vergangenheit zählten Jörn Arnecke, Miroslav Srnka, Mark Moebius, Saed Haddad und Anno Schreier zu den „Komponisten für Heidelberg“; einer Reihe, die 2005 durch GMD Cornelius Meister ins Leben gerufen wurde.

### Künstlerinnenpreis Heidelberg
Der Heidelberger Künstlerinnenpreis (siehe: Komponistinnen gestern-heute) wurde 1987 von der Sängerin Roswitha Sperber gemeinsam mit der Landesregierung gegründet, um das Schaffen zeitgenössischer Komponistinnen auszuzeichnen. Zu seinem zwanzigjährigen Bestehen 2007 wurde er von Oberbürgermeister Eckart Würzner neu positioniert und wird seitdem in Verbindung mit der Aufführung eines symphonischen Werkes im Rahmen eines Philharmonischen Konzertes verliehen.
Der Musikwissenschaftler Ludwig Finscher bezeichnete den Preis als einen „der wichtigsten Kulturpreise des Landes ... Die kluge Auswahl der Preisträgerinnen hat geholfen, Grenzen zu öffnen, Qualitätsmaßstäbe zu setzen, die stilistische Vielfalt zeitgenössischen Komponierens bewusst zu machen, arrivierte Komponistinnen zu ehren und junge Komponistinnen zu ermutigen, erlittenes Unrecht wieder gut zu machen, so weit das überhaupt möglich ist.“
Unter den Preisträgerinnen befinden sich so namhafte Komponistinnen wie Adriana Hölszky, Sofia Gubaidulina, Unsuk Chin, Olga Neuwirth und Isabel Mundry. Zum 25. Jubiläum 2012 erhielt die die kasachische Komponistin Jamilia Jazylbekova den Heidelberger Künstlerinnenpreis. Darauf folgende Preisträgerinnen sind Maria Panayotova (2013), Lucia Ronchetti (2014), Iris ter Schiphorst (2015), Chaya Czernowin (2016), Ying Wang (2017), Zeynep Gedizlioğlu (2018), Elena Mendoza (2019), Bettina Skrzypczak (2020), Karola Obermüller (2021), Lisa Streich (2022), Farzia Fallah (2023) und Kathrin A. Denner (2024).

## Auszeichnungen

### „Bestes Konzertprogramm“
Zweimal (1994/95 und 2006/07) wurden das Philharmonische Orchester Heidelberg vom Deutschen Musikverleger-Verband mit dem Preis für das „beste Konzertprogramm“ ausgezeichnet.

### „Junge Ohren Preis“
Das übergreifende Theater-Tanz- und Musikprojekt „Das Neue Wunderhorn“ wurde 2007 mit dem „Junge Ohren Preis“ des Netzwerks Junge Ohren ausgezeichnet. Der Preis wird jährlich an herausragende Konzert- und Musiktheaterprojekte für junges Publikum vergeben. Er zeichnet hochwertige Produktionen öffentlichkeitswirksam aus, liefert Beispiele für gelungene Musikvermittlung und regt die Qualitätsdebatte an.

### 1. Preis beim „Tag der Musik 2010“
Das Jugendprojekt „Rap It Like Heidelberg“ wurde 2010 vom Deutschen Musikrat mit dem 1. Preis beim Wettbewerb zum „Tag der Musik 2010“ ausgezeichnet.

## Aufnahmen

### Mitschnitte
Die Philharmonischen Konzerte werden regelmäßig von Deutschlandfunk und SWR mitgeschnitten.

### CD-Aufnahmen
- Johann Baptist Vanhal: Sinfonien (April/Mai 1994, Musica Mundi)
  - Philharmonisches Orchester Heidelberg
  - Leitung Thomas Kalb
- Anton Bruckner: Sinfonie Nr. 9 d-Moll (Mitschnitt vom 13. April 1996)
  - Philharmonisches Orchester Heidelberg
  - Leitung Thomas Kalb
- Orgelwerke: Josef Gabriel Rheinberger, Marco Enrico Bossi (13.–16. April 1996, New Classical Adventure)
  - Martin Haselböck, Orgel
  - Philharmonisches Orchester Heidelberg
  - Leitung Thomas Kalb
- Nacht der Planeten 1+2: Wolfgang Amadeus Mozart, Alexander Raskatow, György Ligeti (Konzertmitschnitt Dezember 1996, Antes Edition)
  - Philharmonisches Orchester Heidelberg
  - Leitung Thomas Kalb
- Ami Maayani – Esprit Méditerranéen: (Konzertmitschnitt November 2001/Februar 2002, Fons Music)
  - Florence Sitruk, Harfe
  - Philharmonisches Orchester Heidelberg
  - Leitung Romely Pfund
- Philharmonic Wonders (Live-Mitschnitt als Film vom 30. November 2004)
  - freddy wonder combo und Philharmonisches Orchester Heidelberg
  - Leitung: Volker Christ

## Tourneen
- Japan-Tournee vom 20. Oktober bis zum 30. Oktober 2000 mit Konzerten in Kōbe, Akō, Nakacho, Tokio, Takamatsu, Kunamato, Ono, Kakogawa, Tsuna und Okayama

## Gastsolisten und Gastdirigenten (Auswahl)

### Dirigenten
- Hermann Abendroth
- George Alexander Albrecht
- Gerd Albrecht
- Rudolf Barshai
- Wolfgang Fortner
- Simon Gaudenz
- Mirga Gražinytė-Tyla (* 1986)
- Kevin Griffiths
- Hans Werner Henze
- Eugen Jochum
- Erich Kleiber
- Mihkel Kütson
- Nicholas Milton
- Andris Nelsons
- Eiji Ōue
- Hans Pfitzner
- Max Reger
- Ainārs Rubiķis
- André de Ridder
- Carl Schuricht
- Jean Sibelius
- Richard Strauss
- Anu Tali
- Mario Venzago
- Siegfried Wagner
- Felix Weingartner

### Solisten

#### Violine
- Wolfgang Schneiderhan
- Tibor Varga
- Arthur Grumiaux
- Yehudi Menuhin
- Christian Altenburger
- Josef Suk
- Igor Oistrach
- Gidon Kremer
- Alina Pogostkina
- Christian Tetzlaff
- Baiba Skride
- Renaud Capuçon
- Viviane Hagner
- Veronika Eberle
- Michail Boiadjiev

#### Violoncello
- Gaspar Cassadó
- Heinrich Schiff
- Maria Kliegel
- Gustav Rivinius
- David Geringas
- Johannes Moser
- Daniel Müller-Schott
- Christian Poltéra

#### Bläser
- Sabine Meyer
- Alison Balsom
- Sebastian Manz

#### Klavier
- Wilhelm Kempff
- Rudolf Buchbinder
- Jörg Demus
- Martha Argerich
- Claudio Arrau
- Mitsuko Uchida
- Tzimon Barto

#### Harfe
- Xavier de Maistre

#### Schlagzeug
- Peter Sadlo
- Dame Evelyn Glennie

#### Gesang
- Dietrich Fischer-Dieskau
- Ortrun Wenkel
- Ruth Ziesak
- Montserrat Caballé
- Jonas Kaufmann